# Vitor DiCastro
Vítor Carneiro de Castro, mais conhecido como  Vítor diCastro (Catanduva, 4 de julho de 1989), é um ator e influenciador digital brasileiro. Iniciou a carreira em 2014 quando passou a ser apresentador do seu canal de YouTube: Deboche Astral. Seu primeiro trabalho profissional como ator foi em Tem que Suar no Multishow. 

## Filmografia

### Televisão
| Ano           | Título                  | Papel        | Notas |
| ------------- | ----------------------- | ------------ | ----- |
| 2020          | Coach Nada              | Robson       | [ 3 ] |
| 2021-22       | Jornada Astral          | Apresentador | [ 4 ] |
| 2023-25       | Pra Variar              | Apresentador | [ 5 ] |
| 2023-presente | Deboche Astral: Ao Vivo | Apresentador |       |
| 2023-24       | Tem que Suar            | Jhonny       | [ 6 ] |

### Cinema
| Ano  | Título      | Papel    | Notas |
| ---- | ----------- | -------- | ----- |
| 2023 | Rodeio Rock | Chandler |       |